# 我的大英百科狂想曲
《我的大英百科狂想曲》（英語：The Know-It-All: One Man's Humble Quest to Become the Smartest Person in the World）是《时尚先生》编辑阿諾德·史蒂芬·賈各布斯于2004年出版的著作，讲述了他阅读第15版《大英百科全书》全篇的经历：該版本全部32卷，總頁數超过33,000页、字數约4,400萬字。他立志要藉此成为「世界上最聪明的人」。著作以百科全书格式按字母顺序排列，讲述了百科全书中的有趣事实、還有作者的親身经历。该書曾為《纽约时报》畅销书。

## 评论
讽刺作家P·J·歐魯克评价稱：「《我的大英百科狂想曲》是本很棒的書，比大英百科短得多，好玩得多，而且你從中記住的會更多。更何況，萬一這本書從書架上掉下來砸到你頭上，你還可以保留一條小命活下去。」
相比之下，Joe Queenan在《紐約時報書評》中則稱雅各布斯記載諸多惊人发现，例如爱洛伊丝和阿伯拉尔的故事、马拉遭女子刺杀的故事等，早已是普通受教者的常識。雅各布斯則回称：「書本荒谬夸张的副标题是在暗示全篇的諷刺語氣」。 

## 类似舉動
雅各布斯并非首位讀完整本《大英百科全书》的人。最早的紀錄是1797年卡扎尔王朝的波斯沙阿法特赫-阿里沙阿，他登基後获赠了第三版《大英百科全书》。阿里沙阿在读完全书18卷后，将自己的皇家头衔改為「最令人敬畏的领主和大英百科全书大师」（英語：Most Formidable Lord and Master of the Encyclopædia Britannica）。大约一世纪后，美国商人阿莫斯·厄本·希尔克花了四年读完第11版《大英百科全書》。随后又以平均每晚三个小时的速度，把第14版全部读完。 
传记作家阿什利·万斯 (Ashlee Vance) 声称伊隆·马斯克读过两遍《大英百科全书》 。
比尔·盖茨年轻时读完了整本《世界图书百科全书》 。